# 巴拉戈伊
巴拉戈伊是東非國家肯雅的城鎮，位於馬臘拉爾以北和蘇古塔河谷以東，由裂谷省負責管轄，海拔高度1,280米，1999年該鎮人口接近20,000。
1°47′N 36°47′E / 1.783°N 36.783°E